# Gustava von Veith
Gustava von Veith (* 1879 in Bonn; † 21. Februar 1970 in Obertraubling) war eine deutsche Aquarellmalerin und Expressionistin. Sie malte auch unter dem Namen Gustava Engels-von Veith.

## Biografie
Gustava kam im Jahre 1879 in Bonn als jüngste von fünf Töchtern (Mathilde, Antonie, Helene, Gertrud und Gustava) des Generalmajors Karl von Veith und dessen Ehefrau Adelheid, geborene Elten (1837–1925) zur Welt. Adelheid von Veith, eine Offizierstochter, veröffentlichte 1922 ihre Erinnerungen: Aus altpreußischen Tagen. Gustava verbrachte ihre Schulzeit in Bonn und am Kaiserin-Augusta-Internat in Berlin. Als ihr Vater wegen Krankheit 1873 pensioniert wurde, verlegte die Familie ihren Wohnsitz von Berlin an den Rhein. Sie begann ihr Kunststudium an der Düsseldorfer Malerschule als Privatschülerin von Willy Spatz und ging um 1905 nach München, wo sie Schülerin von Robert Engels an der Kunstgewerbeschule war, welchen sie im Jahre 1908 heiratete. Sie malte überwiegend Landschaften, Stillleben u. ä. in sehr eigenwilliger, teilweise expressionistischer Prägung. Als Malerin war sie Mitglied im Münchner Künstlerinnenverein sowie dem Reichsverband bildender Künstler Berlin. Sie galt als eine Künstlerin der Innere Emigration in der Zeit des Nationalsozialismus.
Ab den 1930er Jahren lebte sie in verschiedenen Orten Niederbayerns, ehe sie um 1940 nach Schloss Wörth in die Nähe von Regensburg zog. Im Jahre 1965 zog sie in ein Altenheim in Obertraubling und beschloss dort ihren Lebensabend. Nach dem Tode ihres Mannes übergab Gustava 1934 und 1955 der Stadt Solingen Teile seines künstlerischen Werkes in die Robert-Engels-Gedächtnis-Stiftung, als Gegenleistung gewährten Stiftung und Stadt der Witwe ab Ende 1934 eine monatliche Rente. Nach ihrem Tod fielen seine restlichen künstlerischen Arbeiten und ihr persönlicher Nachlass an die Stadt.
In ihrem Nachlass fanden sich vor allem familiengeschichtliche Erinnerungen, Schriften ihrer Mutter, Reisebeschreibungen und Aufsätze ihrer Tante Bertha Elten und Tagebucheintragungen und Märchenerzählungen der Cousine ihrer Mutter, Marie von Steinkeller (* 27. September 1840 in Treptow an der Rega). Ihre Schwester Mathilde war ebenfalls durch Eheschließung eine von Steinkeller (Kolberg).

## Werke
- Die Zauberin
- 1910 von Gustava für Robert
- diverse bei Galerie Gecko

## Quelle
- Stadtarchiv Solingen, Findbuch RS 3.2.12, Bestand Na 12 Robert und Gustava Engels (1736) 1820–1955 76 AE (PDF; 80 kB)